# Lluçà
Lluçà – gmina w Hiszpanii, w prowincji Barcelona, w Katalonii, o powierzchni 53,46 km². W 2011 roku gmina liczyła 259 mieszkańców.